# 金斯格蘭特 (北卡羅萊納州)
金斯格蘭特（英語：Kings Grant）是位於美國北卡羅萊納州新漢諾威縣的普查規定居民點。

## 人口
根據2020年美國人口普查的數據，金斯格蘭特的面積為11.80平方千米，當中陸地面積為11.76平方千米，而水域面積為0.04平方千米。當地共有人口8466人，而人口密度為每平方千米717.46人。